# Ярмолинцы
Ярмо́линцы (укр. Ярмолинці) — посёлок Хмельницком районе Хмельницкой области Украины. Бывший центр упразднённого Ярмолинецкого района Хмельницкой области.

## Географическое положение
Посёлок находится в 30 км на юг от Хмельницкого.

## История
Деревня Ермолинцы возникла в 1400 году. В 1407 году Витовт пожаловал венгерскому выходцу Хотьку Кроату и сыну его Александру Ярмолинцы с окружающими селами (Сутковцы и др.). Поселение получило Магдебургское право с 1455 года.
В начале XX века Ярмолинцы принадлежали графу Ксаверию Александровичу Орловскому.
В марте 1920 г. в Ярмолинцах проходили карантин интернированная в Польше Отдельная Русская армия под командованием генерал-лейтенанта Н. Э. Бредова. В армии свирепствовал сыпной тиф, множество офицеров и солдат умерло, эпидемия началась и среди местных жителей.
5 июля 1920 года во время советско-польской войны на въезде в Ярмолинцы со стороны Каменец-Подольского были убиты сотрудники американской благотворительной организации Джойнт профессор Израиль Фридландер и раввин Бернард Кантор (Bernard Cantor).
Имеет статус посёлка городского типа с 25 марта 1958 года.
В 1978 году здесь действовали два кирпичных завода, комбикормовый завод, фабрика хозтоваров и краеведческий музей.
В мае 1995 года Кабинет министров Украины утвердил решение о приватизации находившихся в посёлке завода „Кристалл“, райсельхозтехники и райсельхозхимии.

## Население
В январе 1959 года численность населения составляла 6 880 человек.
В январе 1989 года численность населения составляла 9 552 человека.
По состоянию на 1 января 2013 года население составляло 7790 человек.

### Языковой состав
Родной язык населения по данным переписи 2001 года:
| Язык       | Численность, чел. | Доля     |
| ---------- | ----------------- | -------- |
| Украинский | 8 539             | 96,97 %  |
| Русский    | 220               | 2,50 %   |
| Другие     | 47                | 0,53 %   |
| Итого      | 8 806             | 100,00 % |

## Экономика
Пищевая промышленность, кирпичный завод, завод «Кристалл».

## Транспорт
- железнодорожная станция[4].

## Известные уроженцы
- Баранецкий, Адриан (1828—1891) — польский врач и общественный деятель, почётный член Общества Польского национального музея в Рапперсвиле.
- Виктор Александрович Гуцал — украинский экономико-географ, краевед, кандидат географических наук, доцент Киевского национального университета имени Тараса Шевченко.

## Галерея
|                  |                      |                      |         |                                      |
| Дворец Орловских | Костёл Петра и Павла | Костёл Петра и Павла | Церковь | Памятный знак «Ярмолинцам — 600 лет» |